# مات روز
مات روز (بالإنجليزية: Matt Ross)‏ (و. 1970 – م)، ممثل، ومخرج سينمائي، وكاتب سيناريو، وممثل أفلام، وممثل تلفزيوني من الولايات المتحدة الأمريكية. ولد في غرينيتش (كونيتيكت) .

## روابط خارجية
- مات روز على موقع IMDb (الإنجليزية)
- مات روز على موقع روتن توميتوز (الإنجليزية)
- مات روز على موقع ألو سيني (الفرنسية)
- مات روز على موقع أول موفي (الإنجليزية)
- مات روز على موقع قاعدة بيانات الأفلام السويدية (السويدية)
- مات روز على موقع إن إن دي بي (الإنجليزية)
- مات روز على موقع قاعدة بيانات الفيلم (الإنجليزية)
- مات روز على موقع كينوبويسك (الروسية)
- مات روز على موقع كينوبويسك (الروسية)